# فرانسوا أوكتاف دوغاس
فرانسوا أوكتاف دوغاس هو قاضي وسياسي كندي، ولد في 12 أبريل 1852، وتوفي في 22 يونيو 1918. نشط حزبياً في الحزب الليبرالي الكندي. وقد انتخب عضو مجلس العموم الكندي.